# Norbert Schmelzer
Wilhelm Klaus Norbert Schmelzer, detto Norbert (Rotterdam, 22 marzo 1921 – Sankt Ingbert, 14 novembre 2008), è stato un politico e imprenditore olandese.

## Biografia

### Gioventù e formazione
Si è laureato in economia presso l'Università di Tilburg nel 1947 e ha iniziato a lavorare presso Unilever. Si è dimesso nel 1950 per unirsi ai servizi del Ministero degli affari economici olandese, prima di essere nominato Segretario di Stato del Ministero degli affari interni nell'ottobre 1956.

### Inizi e ascensione in politica
Durante le elezioni legislative del 12 marzo 1959, fu eletto alla Tweede Kamer. Rimane solo due mesi, essendo nominato Segretario di Stato presso il Ministero degli affari generali. Fu rieletto il 15 maggio 1963 e fu nominato il 2 luglio presidente del gruppo parlamentare del KVP e rimase in carica per otto anni.

### Un formateur senza successo

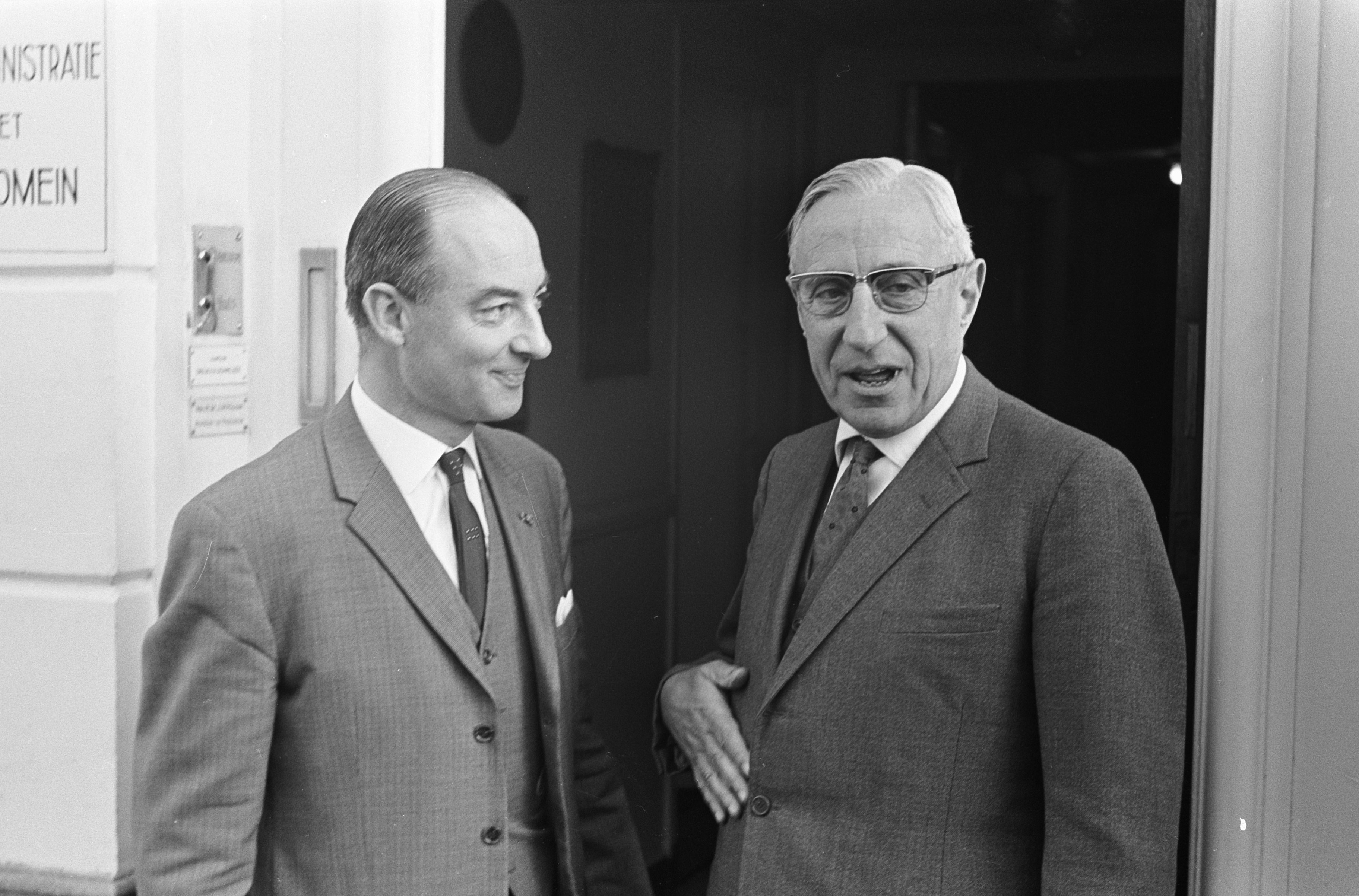
Norbert Schmelzer e Jan de Quay il 25 ottobre 1966.

Nella notte tra il 13 e il 14 ottobre 1966, critica fortemente il progetto di bilancio proposto dal gabinetto della coalizione di Jo Cals e adotta un testo in tal senso. Il Primo ministro, anch'egli membro del KVP, si considera disonorato e si dimette in seguito a questo episodio, chiamato "notte di Schmelzer". Quest'ultimo è quindi designato "formateur" il 18 ottobre dalla regina Juliana. Tuttavia, non riesce a costituire una maggioranza e restituisce il suo mandato il 3 novembre. È infine Jelle Zijlstra, del Partito Antirivoluzionario (ARP), che prenderà la direzione dell'esecutivo formando una squadra di transizione fino alle elezioni parlamentari anticipate.

### Ministro degli affari esteri
Nel maggio 1971 approda alla Eerste Kamer, ma lascia il seggio il 6 luglio successivo per assumere la carica di ministro degli affari esteri nel primo governo di coalizione del primo ministro democratico cristiano Barend Biesheuvel. Dopo lo scioglimento della coalizione al potere, è stato confermato in carica il 9 agosto.
Lasciò la politica alla fine del suo incarico ministeriale l'11 maggio 1973 e si unì al settore privato.